# Jim Verraros
James Conrad „Jim” Verraros (ur. 8 lutego 1983 w Chicago) – amerykański aktor i piosenkarz pochodzenia latynoskiego.

## Życiorys
Urodził się w Chicago w stanie Illinois. Jego ojciec pochodzi z Grecji, a matka ma pochodzenie niemiecko-irlandzko-francusko-angielskie. Dorastał wraz z młodszą siostrą Lisą w Crystal Lake, niewielkiej miejscowości w stanie Illinois, gdzie ukończył Lundhal Middle School. Uczęszczał na wydział teatru muzycznego do Columbia College w Chicago.
Wystąpił w roli Tomka w musicalu Marka Twaina Przygody Tomka Sawyera. Za namową przyjaciela w 2002 wziął udział w programie Fox American Idol i znalazł się w jego finale Top 10. Podczas emisji programu ujawnił publicznie, że jest gejem.
W 2003 nagrał album pt. Unsaid and Understood. 26 kwietnia 2005 wydał drugą płytę pt. Rollercoster, na której znalazły się przeboje „You Turn It On” i „You’re Getting Crazy”.
W 2004 zadebiutował jako aktor rolą Kyle’a w komedii Eating Out (2004). Wystąpił również w sequelu filmu: Eating Out 2: Ten drugi raz (2006).
6 września 2009 poślubił Billa Brennana, z którym od 2019 jest w separacji. W maju 2019 ogłosił zaręczyny z Seanem Buckiem.